# Upplands runinskrifter 940
Upplands runinskrifter 940 är en runsten som idag finns uppställd bakom Gustavianum i Universitetsparken i Uppsala, Uppland.
Den står tillsammans med följande åtta runstenar: U 489, U 896, U 932, U 937, U 938, U 939, U 943 och U 1011. 

## Stenen
Stenen prydas av ett rundjur i form av en orm, samt en mindre orm och ett kors på den övre delen. Ormens svans och hals är låsta med ett iriskt koppel. Ytterligare en rad med runor går längs stens nedre del. Texten lyder i översättning:

## Inskriften
Inskriften kan delas i fyra rader eller sekvenser:
- (A) huvudslingan går längs med rundjurets kropp från nedre, vänstra sidan av stenen längs med utkanten runt stenen till rundjurets svansspets
- (B) en kort sekvens som börjar på en sidogren nere på den vänstra sidan och slutar vid rundjurets huvud
- (C) signaturen som står längst ner på stenen

Enligt Samnordisk rundatabas finns det två tolkningar hur (A) och (B) ska sättas ihop.
Runor:

(A) ᛁᚼᚢᛚ᛫ᛆᚢᚴ᛫ᚦᚢᚱᚴᛁᛦ᛫ᛚᛁᛏᚢ᛫ᚱᛁᛏᛆ᛫ᛋᛏᛆᛁᚾ᛫ᛁᚠᛏᛁᛦ᛫ᚴᛁᛏᛁᛚᚠᛆᛋᛏᚱ᛫ᚠᛆᚦᚢᚱ᛫ᛋᛁᚾ᛫ᚼᛁᛆᛚᛒᛁ᛫ᛋᛅᛚ
(B) ᚴᛁᛚᛆᚢᚼ᛫ᚼᚭᚾᛏ
(C) ᚱᛁᚦ᛫ᚱᚢᚾᛅᛦ᛫ᚢᛒᛁᛦ
Runsvenska:
(A) * ihul * a(u)(k) * þurkiR * litu * rita * stain * iftiR * kitilfastr * faþur * sin * hialbi * sal
(B) kilauh hont
(C) riþ * runaR * ubiR
Normaliserad:
Igull ok ÞorgæiRR letu retta stæin æftiR Kætilfast, faður sinn. Hialpi sal.
Gillaug and(?)/Hand(?).
Reð runaR ØpiR.
Nusvenska
I följden (A)→(B)→(C):
"Igul och Torger lät uppresa stenen till minne av Kättilfast, sin far. Hjälpe själen.
Gillög «hont»
Öpir rådde runorna."
I följden (B)→(A)→(C):
"Gillög, Hand, Igul och Torger lät uppresa stenen till minne av Kättilfast, sin far. Hjälpe själen.
Öpir rådde runorna."

## Runristaren Öpir
Riksantikvarieämbetets tavla vid runstenen skriver:
| ”     | Inskriften på denna runsten är utformad och huggen av en orutinerad ristare. Han har begått språkliga misstag och den dekorativa ornamentiken är klumpigt och asymmetriskt utformad. | „ |
| [ 4 ] | |   |

Den mycket produktive runristaren Öpir, som verkade under 1000-talets senare del, har skapat omkring sextio runstenar i Uppland. De flesta av dessa är signerade med hans namn ubiR (ᚢᛒᛁᛦ). Utformningen och det avslutande "Öpir rådde runorna" anses ibland tyda på att Öpir inte själv alltid har ristat stenen, utan att han möjligen varit någon sorts handledare. Jämförelse med liknande signaturer på U 896, U 913 och U 961, gör det dock inte osannolikt att det var just Öpir som utförde den här ristningen. Om man läser runorna som:
kilauh hont riþ runaR ubiR
Gillaug Hand(?) reð runaR [en] ØpiR [risti]
utförde Öpir ristningen möjligtvis under handledning av Gillög som sin lärare.
Åt andra sidan står just meningen riþ runaR ubiR på både U 896 (där som en extra rad på insidan av runslingan) och U 940 separerat från huvudslingan och ska säkert utgöra en fristående mening.

## Bildgalleri

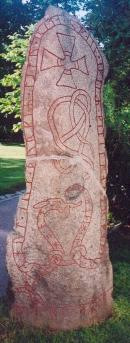
U 940 år 2003
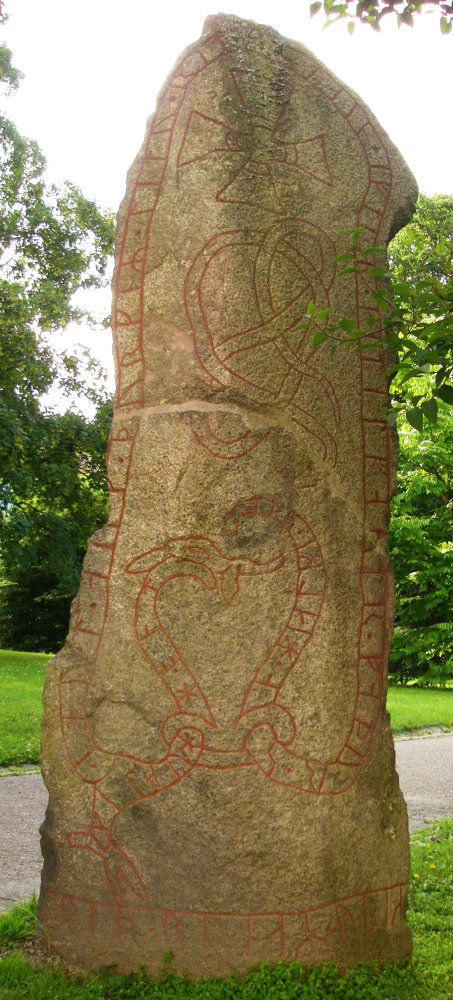
U 940 år 2003

### Fotnoter
1. ↑  Unicode stöd för runor behövs i din webbläsare